# Ryan Flamingo
Ryan Flamingo (Blaricum, 31 december 2002) is een Nederlands voetballer die doorgaans speelt als centrale verdediger of defensieve middenvelder. In juli 2024 verruilde hij FC Utrecht voor PSV.

## Clubcarrière

### Jeugd
Flamingo speelde in de jeugd van BFC Bussum en werd in 2014 opgenomen in de jeugdopleiding van Almere City. Begin 2021 werd de vleugelverdediger op huurbasis overgenomen door Sassuolo, tot het einde van het seizoen. Deze huurperiode werd na een half seizoen omgezet in een definitieve overgang. In het seizoen 2021/22 was Flamingo actief in het hoogste jeugdteam van Sassuolo, waarin hij veertien competitiedoelpunten maakte.

### Vitesse
In de zomer van 2022 werd Flamingo voor een jaar gehuurd door Vitesse. Bij de overgang werd ook een optie tot koop afgesproken. Tijdens de eerste speelronde in het Eredivisieseizoen 2022/23 debuteerde hij tegen Feyenoord. Flamingo mocht van coach Thomas Letsch achttien minuten voor tijd invallen voor Ferro. Zijn eerste doelpunt als profvoetballer maakte de verdediger op negentien dagen na zijn debuut voor Vitesse, thuis tegen RKC Waalwijk. Na tegengoals van Florian Jozefzoon en Iliass Bel Hassani en een treffer van teamgenoot Matúš Bero zorgde Flamingo op aangeven van Maximilian Wittek voor de beslissende 2–2. Hij miste slechts één competitiewedstrijd dat seizoen. 

### FC Utrecht
Het jaar erop ging hij opnieuw in de Eredivisie spelen, nu bij FC Utrecht. Die club bedong ook een optie tot koop. Op 27 augustus maakte hij tegen PEC Zwolle zijn debuut voor de club. Een week later maakte hij tegen Feyenoord zijn eerste doelpunt voor de club. Beide wedstrijden gingen verloren. Op 22 oktober was hij goed voor een doelpunt en een assist in een 4–3 overwinning op Ajax. FC Utrecht lichtte aan het einde van het seizoen zijn koopoptie, waardoor hij officieel speler van de Domstedelingen werd.

### PSV
Lang zou Flamingo niet speler van FC Utrecht blijven, want in juli 2024 vertrok hij naar PSV, waar hij een vijfjarig contract tekende. PSV had tijdens de voorafgaande winterperiode al interesse getoond in Flamingo, maar FC Utrecht werkte op dat moment niet mee aan een vertrek. Vanaf zijn binnenkomst bij PSV kreeg hij een basisplaats van coach Peter Bosz en hij wist in de UEFA Champions League te scoren tegen Girona, waarvan met 4–0 gewonnen werd. In februari 2025 was Flamingo in de verlenging trefzeker tegen Juventus, waarmee hij voor de winnende treffer tekende en PSV naar de achtste finales van de Champions League schoot.

## Clubstatistieken
| Seizoen | Club         | Competitie | Competitie | Competitie | Beker | Beker | Internationaal | Internationaal | Nacompetitie | Nacompetitie | Totaal | Totaal |
| Seizoen | Club         | Competitie | Wed.       | Dlp.       | Wed.  | Dlp.  | Wed.           | Dlp.           | Wed.         | Dlp.         | Wed.   | Dlp.   |
| ------- | ------------ | ---------- | ---------- | ---------- | ----- | ----- | -------------- | -------------- | ------------ | ------------ | ------ | ------ |
| 2021/22 | Sassuolo     | Serie A    | 0          | 0          | 0     | 0     | —              | —              | —            | —            | 0      | 0      |
| 2022/23 | → Vitesse    | Eredivisie | 33         | 3          | 1     | 0     | —              | —              | —            | —            | 34     | 3      |
| 2023/24 | → FC Utrecht | Eredivisie | 32         | 2          | 2     | 0     | —              | —              | 2            | 1            | 36     | 3      |
| 2024/25 | PSV          | Eredivisie | 34         | 0          | 4     | 0     | 11             | 3              | —            | —            | 49     | 3      |
| Totaal  | Totaal       | Totaal     | 99         | 5          | 7     | 0     | 11             | 3              | 2            | 1            | 119    | 9      |

Bijgewerkt op 3 augustus 2025.

## Interlandcarrière
Flamingo debuteerde in oktober 2023 voor Jong Oranje.

## Erelijst
| Eredivisie           | 1 | 2024/25 |
| Johan Cruijff Schaal | 1 | 2025    |